# Айхах-Фридберг
Айхах-Фридберг (нем. Aichach-Friedberg) — район в Германии. Центр района — город Айхах. Район входит в землю Бавария. Подчинён административному округу Швабия. Официальный код района — 09 7 71.
По данным на 31 декабря 2015 года:
- территория — 78 030,47 га;[3]
- население  — 130 916 чел.;[4]
- плотность населения — 167,78 чел./км2;
- землеобеспеченность с учётом внутренних вод — 5960,35 м2/чел.

## Города и общины
Район подразделяется на 24 общины, в том числе: две городских, пять ярмарочных и 17 сельских. Пятнадцать общин объединены в пять административных сообществ.

Муниципалитеты района Айхах-Фридберг (Бавария)

Городские общины
1. Айхах (21 050)
2. Фридберг (29 339)

Ярмарочные общины
1. Айндлинг (4348)
2. Инхенхофен (2556)
3. Кюбах (4230)
4. Меринг (14 175)
5. Пёттмес (6586)

Сельские общины
1. Адельцхаузен (1680)
2. Аффинг (5359)
3. Бар (1166)
4. Дазинг (5603)
5. Зиленбах (1647)
6. Киссинг (11 226)
7. Мерхинг (3132)
8. Обергрисбах (1986)
9. Ойрасбург (1670)
10. Петерсдорф (1705)
11. Релинг (2495)
12. Рид (3051)
13. Тодтенвайс (1355)
14. Холленбах (2402)
15. Шильтберг (1950)
16. Шмихен (1272)
17. Штайндорф (933)

Административные сообщества
1. Айндлинг
2. Дазинг
3. Кюбах
4. Меринг
5. Пёттмес

Данные о населении приведены по состоянию на 31 декабря 2015 года.

## Население
По оценке на 31 декабря 2015 года население района Айхах-Фридберг составляет 130 916 чел. 

| Дата      | 1840  | 1871  | 1900  | 1925  | 1939  | 1950  | 1961  | 1970  | 1987   | 2011   |
| --------- | ----- | ----- | ----- | ----- | ----- | ----- | ----- | ----- | ------ | ------ |
| Население | 35584 | 38272 | 40588 | 46599 | 49579 | 73995 | 72884 | 82677 | 102793 | 126387 |

| Год       | 1960  | 1970  | 1980  | 1990   | 2000   | 2009   | 2010   | 2011   | 2012   | 2013   | 2014   | 2015   |
| --------- | ----- | ----- | ----- | ------ | ------ | ------ | ------ | ------ | ------ | ------ | ------ | ------ |
| Население | 72209 | 83588 | 97009 | 108776 | 123263 | 127859 | 127955 | 126720 | 127250 | 128435 | 129294 | 130916 |

## Внешние ссылки
- Официальная страница